# Xã East Hanover, Quận Dauphin, Pennsylvania
Xã East Hanover (tiếng Anh: East Hanover Township) là một xã thuộc quận Dauphin, tiểu bang Pennsylvania, Hoa Kỳ. Năm 2010, dân số của xã này là 5.718 người.